# Gare de La Croix-du-Prince
Gare de La Croix-du-Prince vasútállomás Franciaországban, Pau településen.

## Vasútvonalak
Az állomást az alábbi vasútvonalak érintik:
- Pau–Canfranc-vasútvonal

## Kapcsolódó állomások
A vasútállomáshoz az alábbi állomások vannak a legközelebb:
- Gare de Pau
- Gare de Gan